# Кади Обас
Кади Обас или Кади Ова (на гръцки: Πελαργοί, Пеларги, до 1926 година  Κάτω Μπάς, Като Бас) е бивше село в Гърция, разположено на територията на дем Места (Нестос), административна област Източна Македония и Тракия.

## География
Кади Обас е било разположено южно от Саръшабан (Хрисуполи).

## История

### В Османската империя
В XIX век Кади Обас е турско село в Саръшабанската каза на Османската империя. Съгласно статистиката на Васил Кънчов („Македония. Етнография и статистика“) към 1900 година Кади Ова е турско селище и в него живеят 125 турци.

### В Гърция
В 1913 година селото попада в Гърция след Междусъюзническата война. В 1913 година има 117 жители, но в преброяването от 1920 година не се споменава и вероятно се е разпаднало през Първата световна война. По-късно тук са заселени малко бежанци. В 1925 година името му е сменено на Пеларги. Поради маларията в района селото повторно се разпада.
| Година    | 1913 | 1920 | 1928 | 1940 | 1951 | 1961 | 1971 | 1981 | 1991 | 2001 | 2011 | 2021 |
| --------- | ---- | ---- | ---- | ---- | ---- | ---- | ---- | ---- | ---- | ---- | ---- | ---- |
| Население | 117  |      |      |      |      |      |      |      |      |      |      |      |